# 蕾拉·阿里耶娃
蕾拉·穆塔利姆克济·阿里耶娃（阿塞拜疆语：Leyla Mütəllim qızı Quliyeva (Əliyeva)，别名莱依拉·库利耶娃，1986年6月26日—），是一名阿塞拜疆电视主持人。在2012年5月的22日、24日和26日，她与艾达·伽西莫夫以及娜吉兹·柏克-皮特森共同主持了在巴库举办的2012年欧洲歌唱大赛。
蕾拉毕业于巴库音乐学院，拥有合唱指挥专业的学士学位以及音乐硕士学位。2004年，当她还在学习一年级本科课程时，就已被ITV雇佣，为该频道的音乐、艺术和娱乐部门工作。在2007年，她开始报道欧洲歌唱大赛的新闻，并很快成为İTV频道所属的欧视大赛组委会的成员之一。蕾拉也是08年阿塞拜疆首次参加欧洲歌唱大赛时，向主演播厅宣布本国选票结果的主持人。她曾与Husniyya Maharramova共同主持了2011年和2012年的欧洲歌唱大赛阿塞拜疆赛区选拔比赛。
她嫁给了同在İTV频道担任导演的一位同事，并育有一女。